# Hye-Sun Park
Hye-Sun Park (Incheon, 14 juni 1971) is een Zuid-Koreaans organist en klavecimbelspeler.

## Levensloop
Park studeerde van 1990 tot 1996 aan de Ewha University in Seoul, bij Moon-Kyung Chae.
In 1998 behaalde ze een diploma klavecimbel bij Gisela Gumz en in juni 1999 haar orgeldiploma bij Wolfgang Zerer, telkens in het Conservatorium van Hamburg.
In 2000 behaalde ze de Derde prijs in het 13de internationaal orgelconcours, gehouden in het kader van het Musica Antiqua Festival in Brugge. In 2002 was ze laureaat in het eerste internationaal orgelconcours in Kotka (Finland).
Sindsdien heeft ze talrijke concerten en meestercursussen gegeven in Europa en in Zuid-Korea.